# MODOMICS
MODOMICS - baza danych szlaków metabolicznych modyfikacji RNA.
MODOMICS łączy informacje o strukturze chemicznej modyfikowanych nukleotydów, ich lokalizacji w cząsteczkach RNA, szlaków metabolicznych ich biosyntezy i enzymach przeprowadzających reakcje.
MODOMICS dostarcza również informacji zawartych w literaturze, linków do innych powiązanych baz danych zawierających sekwencje białek i informacje strukturalne.
Autorami bazy są : Janusz M. Bujnicki, Anna Czerwoniec, Stanisław Dunin-Horkawicz, Marcin Feder, Michał J. Gajda, Henri Grosjean, Kristian Rother.